# Ángel Di María
Ángel Di María, teljes nevén Ángel Fabián Di María Hernández (Rosario, 1988. február 14. –) világ- és olimpiai bajnok argentin labdarúgó, a Rosario Central játékosa, posztja bal oldali középpályás, szélső.

## Pályafutása

### Klubcsapatokban

#### Rosario Central
Di María 2005-ben kezdte profi karrierjét, amikor is bemutatkozhatott a Rosario Centralban. 2007 januárjában egy ajánlatot kapott a Rubin Kazanytól, hogy folytassa az orosz csapatnál pályafutását. Először elfogadta az ajánlatot, azonban később meggondolta magát, és elutasította azt. A 2007-es U20-as világbajnokságon számos európai csapat felfigyelt rá, végül a Benfica igazolta le a fiatal tehetséget.

#### Benfica

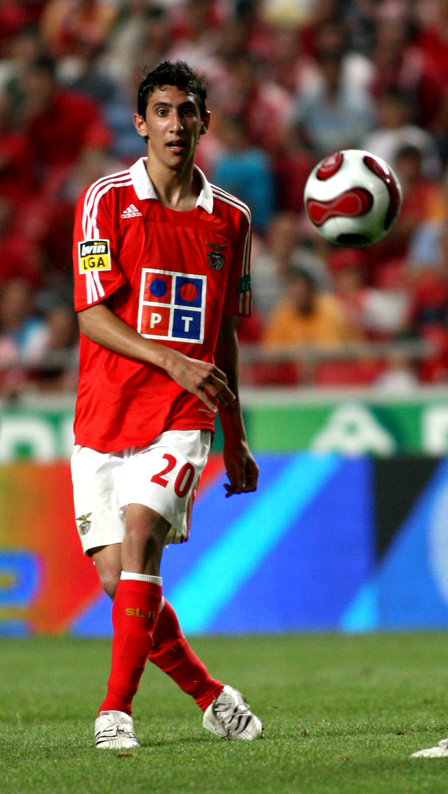
Di María a Benficában

2007 júliusában csatlakozott a portugál csapathoz, ahol középpályásként játszott. A Benfica először az átigazolás 80%-át, 6 millió eurót fizetett ki a Rosariónak. Később, 2008 augusztusában fizették ki a fent maradó 20%-ot, ami 2 millió eurót jelentett.
Az első hónapokban Di María megmutatta, hogy nem véletlenül fizettek érte 8 millió eurót, és gyorsan belopta magát a szurkolók szívébe.
2009 októberében aláírt egy újabb, 3 évre szóló szerződést a Benficával, mely szerint 2015. június 30-áig a klub játékosa marad, valamint 40 millió eurós kivásárlási árat állapítottak meg. Egy hónappal később Diego Maradona így nyilatkozott róla: "Argentína leendő szupersztárja".
2010. február 27-én megszerezte első mesterhármasát a Leixões elleni 4–0-ra megnyert bajnoki mérkőzésen. Másnap az újságok címlapján csak "Varázslatos Tri María"-ként emlegették.

#### Real Madrid

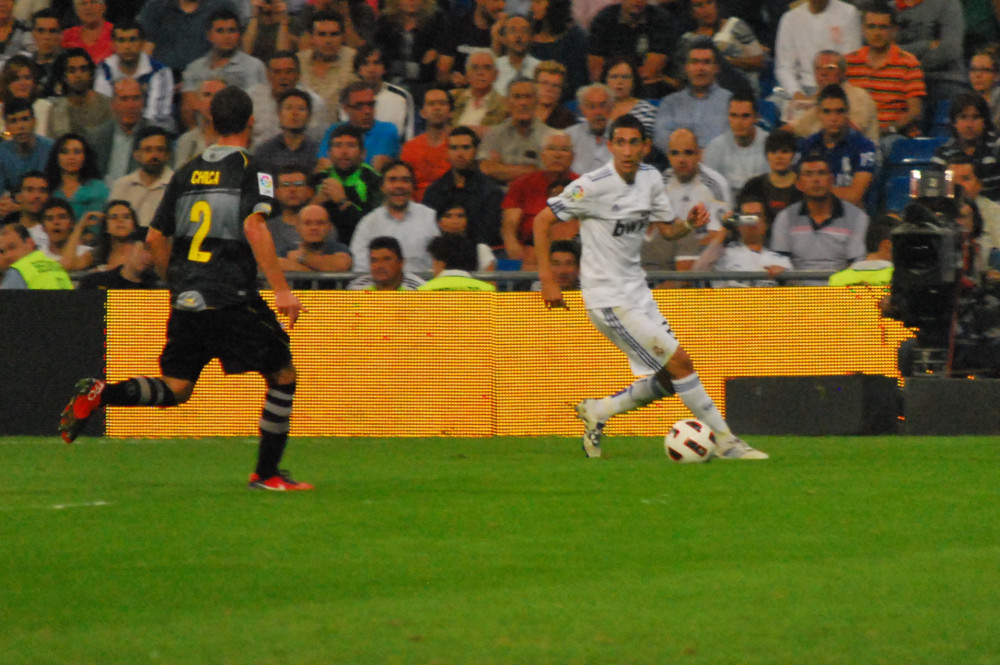
Di María az Espanyol ellen.

2010. június 28-án a Real Madrid hivatalos weboldalán közölte, hogy mindenben megegyeztek a Benficával Di María átigazolásával kapcsolatban. 5 éves szerződést kötött a királyi gárdával, vételára 25 millió euró volt, illetve további 11 millió euró bizonyos záradékok teljesülése esetén. Július 7-én megérkezett Madridba, majd 8-án átesett a kötelező orvosi vizsgálatokon.
Augusztus 4-én mutatkozott be a Real mezében, a Club América elleni felkészülési meccsen, amit 3–2-re nyert a Madrid. Első -nem hivatalos- gólját egy szintén barátságos mérkőzésen szerezte a Hércules ellen. A Santiago Bernabéu kupán ő szerezte csapata első gólját, majd 2–0-ra megnyerték a mérkőzést.
2010. augusztus 29-én mutatkozhatott be hivatalos mérkőzésen, a Real Madrid bajnoki nyitányán. Első mérkőzését nem sikerült megnyerni, ugyanis 0–0-val végződött a találkozó. Szeptember 18-án megszerezte első, hivatalos gólját is a 2–1-re megnyert meccsen a Real Sociedad ellen. 10 nappal később megszerezte első Bajnokok Ligája-gólját is a Madrid mezében, rögtön győztes gólt szerzett az AJ Auxerre ellen, idegenben. A nyolcaddöntőben a visszavágón pedig ő szerezte a Real harmadik gólját a Lyon ellen, amivel a Madrid 7 év után továbbjutott a Bajnokok Ligája negyeddöntőjébe.
2011. április 20-án ő adta a gólpasszt Cristiano Ronaldónak, amivel a Real Madrid legyőzte az ősi rivális Barcelonát a spanyol kupa döntőjében.
A 2013–14-es szezonban a világ 5 legjobb futballistája között is megtalálható volt. A Real Madridban töltötte a legszebb éveit.

#### Manchester United
A Manchester United örömmel jelentette be, hogy 2014. augusztus 26-án brit rekordnak számító 59,7 millió fontért (75 millió euróért) leigazolta Ángel Di Maríát a Real Madridtól. Így a legdrágább játékos lett a Premier Leagueben és ezenfelül minden idők ötödik legnagyobb igazolása ment végbe. Viszont a Manchester Unitedben közel sem akkora teljesítményt nyújtott, amit vártak tőle. A vörös ördögök színeiben mindössze három alkalommal volt eredményes a bajnokságban, egyszer pedig az FA Kupában.

#### Paris Saint-Germain
Egy év után bizonyítás nélkül ment a Paris Saint-Germanhez. A franciák 63 millió eurót, azaz 44 millió fontot utaltak az ördögök számlájára, ezzel a Manchester United 16 millió fontot bukott az argentinon mindössze egy idény leforgása alatt. Később a Unitedtől és annak szurkolóitól nyílt levélben bocsánatot kért.
2017. február 14-én a Bajnokok ligája nyolcaddöntő első mérkőzésén a Barcelona ellen, Párizsban két gólt szerzett. A PSG meggyőző 4–0-s győzelemmel zárta a találkozót. Április 1-jén a gárda 4–1-es győzelmet aratott az AS Monaco elleni francia ligakupa döntőn.
2018. május 8-án 2–0-ra legyőzték a harmadosztályú Les Herbiers csapatát a francia kupa fináléjában.

#### Juventus
2022. július 8-án bejelentették, hogy Di María a Juventusban folytatja. A klub és a játékos egy éves szerződést kötött és a megállapodás tartalmazott egy 1 éves hosszabbítási lehetőséget is. 2023. július 7-én az argentin középpályás közösségi oldalán bejelentette hogy egy év után távozik a klubtól.

#### Ismét Benfica
2023. július 5-én visszatért a Benfica csapatához.

#### Újra a Rosario Centrálban
2025 nyarán, a klubvilágbajnokságot követően visszatért szülőhazájába, és újból a Rosario Central játékosa lett.

### A válogatottban

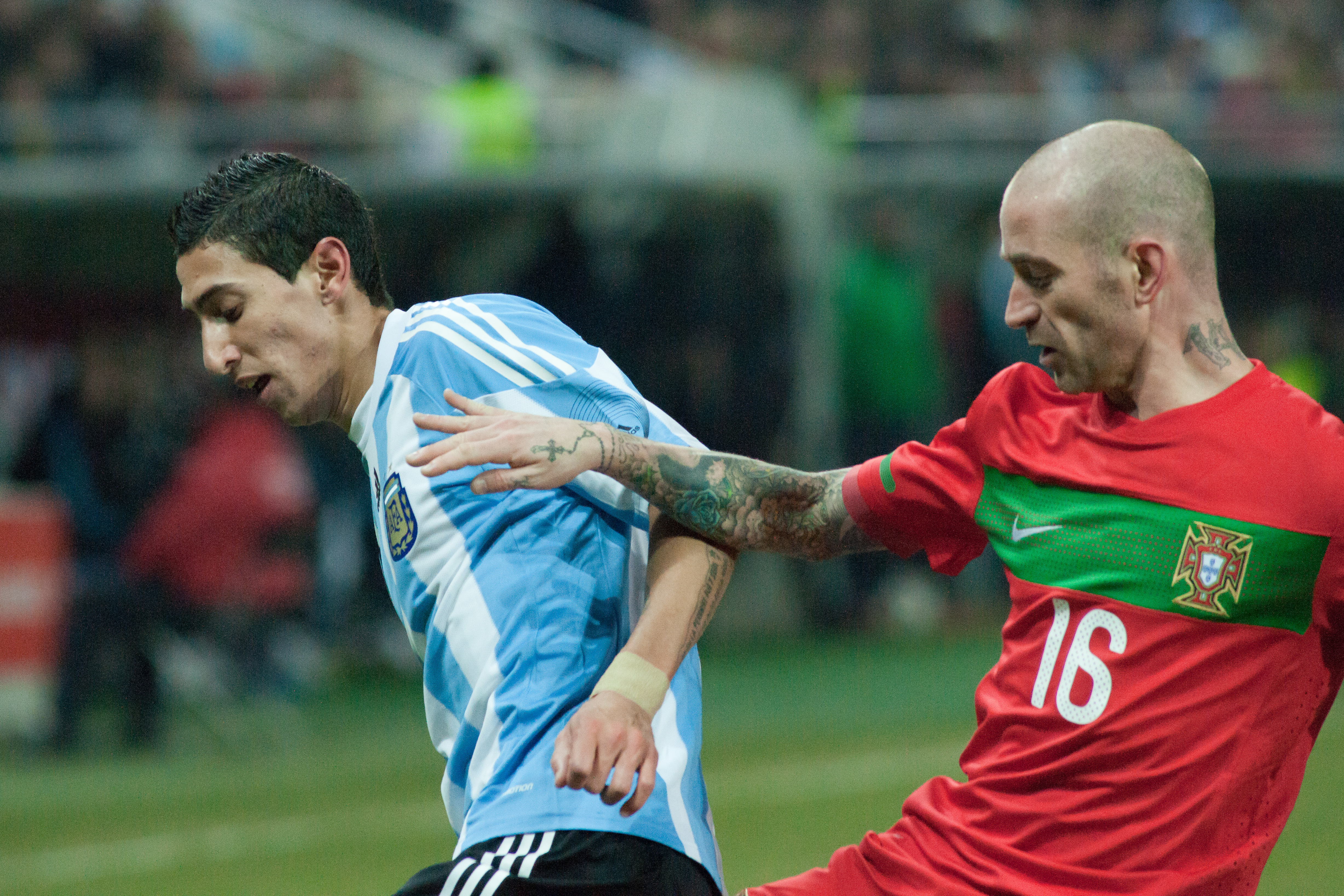
Ángel Di María és Raul Meireles

2007-ben mutatkozott be az U20-as argentin válogatottban. Behívót kapott a 2007-es kanadai U20-as világbajnokságra. Az argentin válogatott győzelmével zárult a torna, melyen Ángel 3 gólt szerzett.
2008. január 28-án Di María és számos U20-as csapattársa is meghívót kapott a 2008-as nyári olimpiára. A negyeddöntőben Hollandia ellen győztes gólt szerzett a 105. percben Lionel Messi remek gólpasszát követően.
Augusztus 23-án az olimpiai döntőben is betalált Nigéria ellen az 57. percben, amellyel Argentína olimpiai aranyérmet szerzett.
2010-ben Di María bekerült Argentína 23 fős, Dél-Afrikába utazó világbajnoki keretébe, azonban a tornán nem szerzett gólt.

## Statisztikái

### Klubokban
2023. november 12-én frissítve.
| Klub                | Szezon           | Liga             | Liga  | Liga | Kupa  | Kupa | Ligakupa | Ligakupa | Nemzetközi | Nemzetközi | Egyéb | Egyéb | Összesen | Összesen |
| Klub                | Szezon           | Bajnokság        | Mérk. | Gól  | Mérk. | Gól  | Mérk.    | Gól      | Mérk.      | Gól        | Mérk. | Gól   | Mérk.    | Gól      |
| ------------------- | ---------------- | ---------------- | ----- | ---- | ----- | ---- | -------- | -------- | ---------- | ---------- | ----- | ----- | -------- | -------- |
| Rosario Central     | 2005–06          | Primera División | 10    | 0    | 0     | 0    | —        | —        | 4          | 0          | 0     | 0     | 14       | 0        |
| Rosario Central     | 2006–07          | Primera División | 25    | 6    | 0     | 0    | —        | —        | 0          | 0          | 0     | 0     | 25       | 6        |
| Rosario Central     | Összesen         | Összesen         | 35    | 6    | 0     | 0    | —        | —        | 4          | 0          | 0     | 0     | 39       | 6        |
| Benfica             | 2007–08          | Primeira Liga    | 26    | 0    | 5     | 0    | 3        | 0        | 10         | 1          | 0     | 0     | 44       | 1        |
| Benfica             | 2008–09          | Primeira Liga    | 24    | 2    | 1     | 0    | 5        | 1        | 5          | 1          | 0     | 0     | 35       | 4        |
| Benfica             | 2009–10          | Primeira Liga    | 26    | 5    | 1     | 0    | 4        | 1        | 14         | 4          | 0     | 0     | 45       | 10       |
| Benfica             | Összesen         | Összesen         | 76    | 7    | 7     | 0    | 12       | 2        | 29         | 6          | 0     | 0     | 124      | 15       |
| Real Madrid         | 2010–11          | La Liga          | 35    | 6    | 8     | 0    | —        | —        | 10         | 3          | 0     | 0     | 53       | 9        |
| Real Madrid         | 2011–12          | La Liga          | 23    | 5    | 2     | 0    | —        | —        | 7          | 2          | 0     | 0     | 32       | 7        |
| Real Madrid         | 2012–13          | La Liga          | 32    | 7    | 9     | 2    | —        | —        | 11         | 0          | 0     | 0     | 52       | 9        |
| Real Madrid         | 2013–14          | La Liga          | 34    | 4    | 7     | 4    | —        | —        | 11         | 3          | 0     | 0     | 52       | 11       |
| Real Madrid         | 2014–15          | La Liga          | 0     | 0    | 0     | 0    | —        | —        | 0          | 0          | 1     | 0     | 1        | 0        |
| Real Madrid         | Összesen         | Összesen         | 124   | 22   | 26    | 6    | —        | —        | 39         | 8          | 1     | 0     | 190      | 36       |
| Manchester United   | 2014–15          | Premier League   | 27    | 3    | 5     | 1    | 0        | 0        | —          | —          | 0     | 0     | 32       | 4        |
| Manchester United   | Összesen         | Összesen         | 27    | 3    | 5     | 1    | 0        | 0        | —          | —          | 0     | 0     | 32       | 4        |
| Paris Saint-Germain | 2015–16          | Ligue 1          | 29    | 10   | 4     | 0    | 4        | 2        | 10         | 3          | 0     | 0     | 47       | 15       |
| Paris Saint-Germain | 2016–17          | Ligue 1          | 29    | 6    | 3     | 1    | 3        | 3        | 7          | 4          | 1     | 0     | 43       | 14       |
| Paris Saint-Germain | 2017–18          | Ligue 1          | 30    | 11   | 6     | 7    | 4        | 2        | 5          | 1          | 0     | 0     | 45       | 21       |
| Paris Saint-Germain | 2018–19          | Ligue 1          | 30    | 12   | 4     | 3    | 2        | 0        | 8          | 2          | 1     | 2     | 45       | 19       |
| Paris Saint-Germain | 2019–20          | Ligue 1          | 26    | 8    | 2     | 0    | 3        | 1        | 7          | 2          | 1     | 1     | 39       | 12       |
| Paris Saint-Germain | 2020–21          | Ligue 1          | 27    | 4    | 5     | 0    | —        | —        | 10         | 1          | 1     | 0     | 43       | 5        |
| Paris Saint-Germain | 2021–22          | Ligue 1          | 26    | 5    | 0     | 0    | —        | —        | 5          | 0          | 0     | 0     | 31       | 5        |
| Paris Saint-Germain | Összesen         | Összesen         | 197   | 56   | 24    | 11   | 16       | 8        | 54         | 14         | 4     | 3     | 295      | 92       |
| Juventus            | 2022–23          | Serie A          | 26    | 4    | 4     | 0    | —        | —        | 10         | 4          | —     | —     | 40       | 8        |
| Juventus            | Összesen         | Összesen         | 26    | 4    | 4     | 0    | 0        | 0        | 10         | 4          | 0     | 0     | 40       | 8        |
| Benfica             | 2023–24          | Primeira Liga    | 9     | 5    | 0     | 0    | 1        | 1        | 3          | 0          | 1     | 1     | 14       | 7        |
| Benfica             | Összesen         | Összesen         | 9     | 5    | 0     | 0    | 1        | 1        | 3          | 0          | 1     | 1     | 14       | 7        |
| Karrier összesen    | Karrier összesen | Karrier összesen | 494   | 103  | 66    | 18   | 29       | 11       | 140        | 32         | 10    | 5     | 739      | 169      |

1. ↑  Magában foglalja a Spanyol szuperkupa és a Francia szuperkupa mérkőzéseket

### A válogatottban
2023. november 17-én frissítve.
| Nemzet    | Év       | Mérkőzés | Gól |
| --------- | -------- | -------- | --- |
| Argentína | 2008     | 1        | 0   |
| Argentína | 2009     | 5        | 0   |
| Argentína | 2010     | 11       | 2   |
| Argentína | 2011     | 10       | 3   |
| Argentína | 2012     | 8        | 3   |
| Argentína | 2013     | 9        | 1   |
| Argentína | 2014     | 13       | 2   |
| Argentína | 2015     | 13       | 4   |
| Argentína | 2016     | 12       | 3   |
| Argentína | 2017     | 10       | 1   |
| Argentína | 2018     | 5        | 1   |
| Argentína | 2019     | 5        | 0   |
| Argentína | 2020     | 2        | 0   |
| Argentína | 2021     | 14       | 2   |
| Argentína | 2022     | 11       | 6   |
| Argentína | 2023     | 6        | 1   |
| Összesen  | Összesen | 135      | 29  |

#### Góljai a válogatottban
| #   | Dátum                | Helyszín                                                             | Ellenfél                | Gól | Végeredmény      | Kiírás                                                |
| --- | -------------------- | -------------------------------------------------------------------- | ----------------------- | --- | ---------------- | ----------------------------------------------------- |
| 1.  | 2010. május 24.      | Estadio Monumental Antonio Vespucio Liberti, Buenos Aires, Argentína | Kanada                  | 3–0 | 5–0              | Barátságos mérkőzés                                   |
| 2.  | 2010. augusztus 11.  | Aviva Stadion, Dublin, Ír-sziget                                     | Írország                | 1–0 | 1–0              | Barátságos mérkőzés                                   |
| 3.  | 2011. február 9.     | Stade de Genève, Carouge, Svájc                                      | Portugália              | 1–0 | 2–1              | Barátságos mérkőzés                                   |
| 4.  | 2011. július 11.     | Mario Alberto Kempes Stadion, Córdoba, Argentína                     | Costa Rica              | 3–0 | 3–0              | 2011-es Copa América                                  |
| 5.  | 2011. augusztus 6.   | Bangabandhu Nemzeti Stadion, Dakka, Banglades                        | Nigéria                 | 2–0 | 3–1              | Barátságos mérkőzés                                   |
| 6.  | 2012. június 2.      | Estadio Monumental Antonio Vespucio Liberti, Buenos Aires, Argentína | Ecuador                 | 4–0 | 4–0              | 2014-es labdarúgó-világbajnokság-selejtező (CONMEBOL) |
| 7.  | 2012. augusztus 15.  | Commerzbank-Arena, Frankfurt am Main, Németország                    | Németország             | 3–0 | 3–1              | Barátságos mérkőzés                                   |
| 8.  | 2012. szeptember 7.  | Mario Alberto Kempes Stadion, Córdoba, Argentína                     | Paraguay                | 1–0 | 3–1              | 2014-es labdarúgó-világbajnokság-selejtező (CONMEBOL) |
| 9.  | 2013. szeptember 10. | Estadio Defensores del Chaco, Asunción, Paraguay                     | Paraguay                | 1–0 | 3–1              | 2014-es labdarúgó-világbajnokság-selejtező (CONMEBOL) |
| 10. | 2014. július 1.      | Arena de São Paulo, São Paulo, Brazília                              | Svájc                   | 1–0 | 1–0              | 2014-es labdarúgó-világbajnokság                      |
| 11. | 2014. augusztus 3.   | Esprit Arena, Düsseldorf, Németország                                | Németország             | 4–0 | 4–2              | Barátságos mérkőzés                                   |
| 12. | 2015. június 6.      | Estadio San Juan del Bicentenario, San Juan, Argentína               | Bolívia                 | 1–0 | 5–0              | Barátságos mérkőzés                                   |
| 13. | 2015. június 6.      | Estadio San Juan del Bicentenario, San Juan, Argentína               | Bolívia                 | 5–0 | 5–0              | Barátságos mérkőzés                                   |
| 14. | 2015. június 30.     | Estadio Municipal de Concepción, Concepción, Chile                   | Paraguay                | 3–1 | 6–1              | 2015-ös Copa América                                  |
| 15. | 2015. június 30.     | Estadio Municipal de Concepción, Concepción, Chile                   | Paraguay                | 4–1 | 6–1              | 2015-ös Copa América                                  |
| 16. | 2016. március 24.    | Estadio Nacional de Chile, Santiago, Chile                           | Chile                   | 1–1 | 2–1              | 2018-as labdarúgó-világbajnokság-selejtező (CONMEBOL) |
| 17. | 2016. június 7.      | Levi’s Stadion, Santa Clara, Egyesült Államok                        | Chile                   | 1–0 | 2–1              | Copa América Centenario                               |
| 18. | 2016. november 15.   | Estadio San Juan del Bicentenario, San Juan, Argentína               | Kolumbia                | 3–0 | 3–0              | 2018-as labdarúgó-világbajnokság-selejtező (CONMEBOL) |
| 19. | 2017. június 13.     | Nemzeti Stadion, Kallang, Szingapúr                                  | Szingapúr               | 6–0 | 6–0              | Barátságos mérkőzés                                   |
| 20. | 2018. június 30.     | Kazán Aréna, Kazany, Oroszország                                     | Franciaország           | 1–1 | 3–4              | 2018-as labdarúgó-világbajnokság                      |
| 21. | 2021. július 10.     | Maracanã Stadion, Rio de Janeiro, Brazília                           | Brazília                | 1–0 | 1–0              | 2021-es Copa América                                  |
| 22. | 2021. november 12.   | Estadio Campeón del Siglo, Montevideo, Uruguay                       | Uruguay                 | 1–0 | 1–0              | 2022-es világbajnokság-selejtező                      |
| 23. | 2022. január 27.     | Estadio Zorros del Desierto, Calama, Chile                           | Chile                   | 1–0 | 2–1              | 2022-es világbajnokság-selejtező                      |
| 24. | 2022. március 25.    | La Bombonera, Buenos Aires, Argentína                                | Venezuela               | 2–0 | 3–0              | 2022-es világbajnokság-selejtező                      |
| 25. | 2022. június 1.      | Wembley Stadion, London, Argentína                                   | Olaszország             | 2–0 | 3–0              | 2022-es Artemio Franchi-trófea                        |
| 26. | 2022. november 22.   | Zayed Sports City Stadion, Abu-Dzabi, Egyesült Arab Emírségek        | Egyesült Arab Emírségek | 2–0 | 5–0              | Barátságos mérkőzés                                   |
| 27. | 2022. november 22.   | Zayed Sports City Stadion, Abu-Dzabi, Egyesült Arab Emírségek        | Egyesült Arab Emírségek | 3–0 | 5–0              | Barátságos mérkőzés                                   |
| 28. | 2022. december 18.   | Loszaíli Nemzeti Stadion, Loszaíl, Katar                             | Franciaország           | 2–0 | 3–3(11-ekkel)4–2 | 2022-es világbajnokság-döntő                          |
| 29. | 2023. március 28.    | Estadio Único Madre de Ciudades, Santiago del Estero, Argentína      | Curaçao                 | 6–0 | 7–0              | Barátságos mérkőzés                                   |

## Sikerei, díjai

### Klubokban
Benfica
- Portugál bajnok: 2009–10
- Portugál ligakupa: 2008–09, 2009–10

 Real Madrid
- Spanyol kupa: 2010–11, 2013–14
- Spanyol bajnok: 2011–12
- Spanyol szuperkupa: 2011–12
- Bajnokok Ligája: 2013–14
- UEFA-szuperkupa: 2014

 Paris Saint-Germain
- Francia bajnok: 2015–16, 2017–18, 2018–19, 2019–20
- Francia kupa: 2015–16, 2016–17, 2017–18, 2019–20, 2020–21
- Francia ligakupa: 2015–16, 2016–17, 2017–18, 2019–20
- Francia szuperkupa: 2016, 2018, 2019, 2020

### A válogatottban
Argentína U20
- U20-as világbajnokság: 2007

 Argentína U23
- Olimpiai bajnok: 2008

 Argentína
- Világbajnokság
  - győztes: 2022
  - ezüstérmes: 2014
- Copa América:
  - győztes: 2021, 2024
  - ezüstérmes: 2015, 2016

## Fordítás
Ez a szócikk részben vagy egészben  az   Ángel di María című angol Wikipédia-szócikk ezen változatának fordításán alapul.  Az eredeti cikk szerkesztőit annak laptörténete sorolja fel. Ez a jelzés csupán a megfogalmazás eredetét és a szerzői jogokat jelzi, nem szolgál a cikkben szereplő információk forrásmegjelöléseként.